# Oggetti non stellari nella costellazione dell'Uccello del Paradiso
Principali oggetti non stellari visibili nella costellazione dell'Uccello del Paradiso.

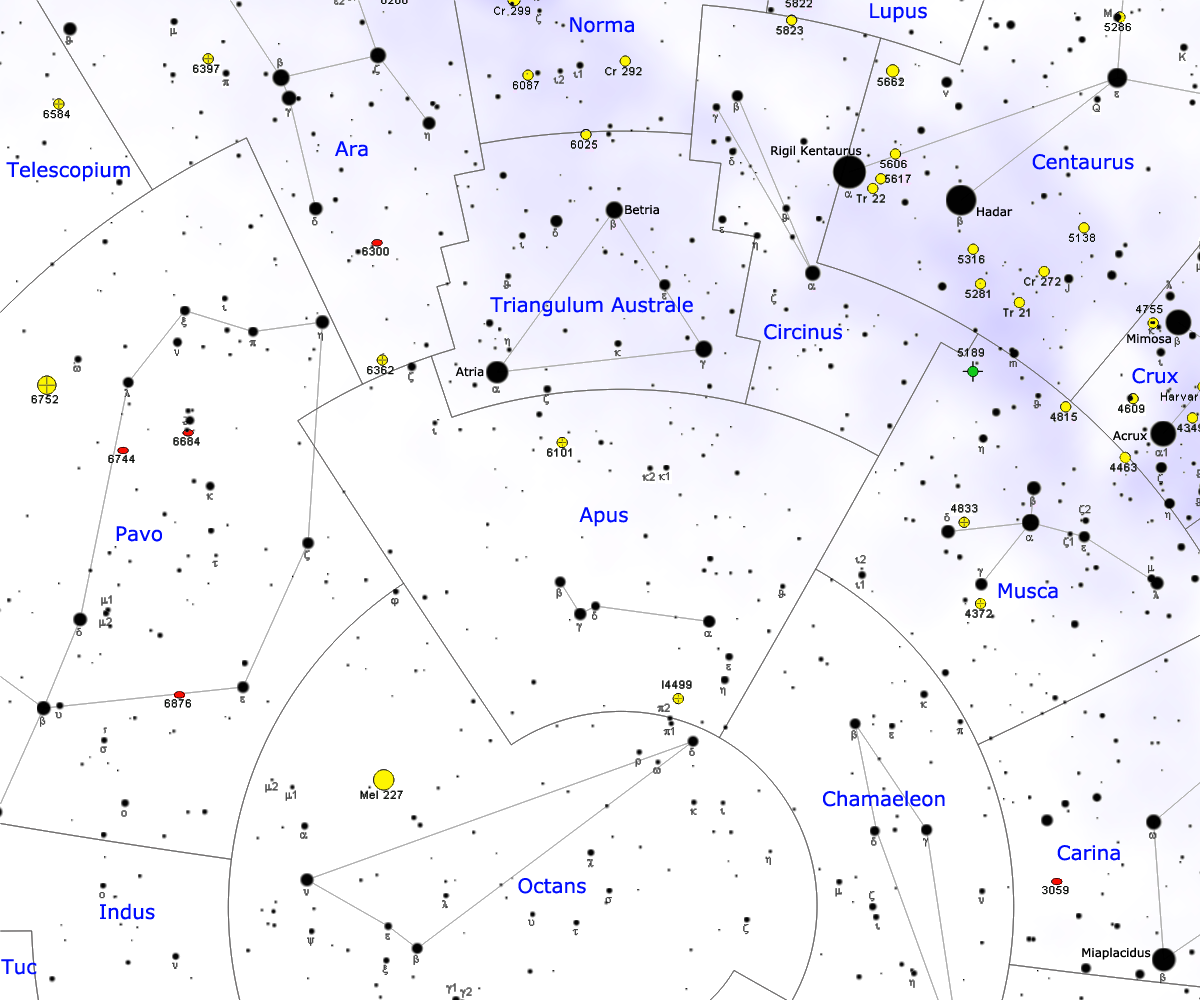
Mappa della costellazione dell'Uccello del Paradiso.

## Ammassi globulari
- IC 4499
- NGC 6101

## Nebulose diffuse
- Integrated Flux Nebulae

## Galassie
- IC 4633
- IC 4635
- Galassia Sunburst

## Ammassi di galassie
- PSZ1 G311.65-18.48